# Indonemoura manipuri
Indonemoura manipuri är en bäcksländeart som först beskrevs av Aubert 1967.  Indonemoura manipuri ingår i släktet Indonemoura och familjen kryssbäcksländor. Inga underarter finns listade i Catalogue of Life.